# Хронологија Априлског рата 7. април 1941.
7. април 1941. је био други дан Априлског рата, сукоба између сила Осовине и Краљевине Југославије у Другом светском рату.

## Ток операција

### Македонија

#### На фронту 3. армије
Немачки продор у Македонију се наставио: 9. оклопна дивизија, потпомогнута из ваздуха, заузела је око 17.00 часова Куманово и Скопље: тиме је пресекла југословенској војсци одступницу на југ, и изоловала преостале југословенске јединице у Македонији. У извештају немачког генералштаба копнене војске од 8. априла 1941.год. о дејствима 2. и 12. армије на југословенском ратишу се наводи: "9. оклопна дивизија заузела је након тешке борбе Скопље." Немачке јединице су након заузимања Скопља наставиле са напредовањем ка Качаничкој клисури и пред крај дана су достигле положаје на јужном излазу из клисуре. Немачка 73. пешадијска дивизија, под командом генерал-потпуковника Билера (Bieler), заузела је Штип и Велес, а 2. оклопна дивизија продрла је до Вардара и Дојрана. Две југословенске дивизије (Моравска и Ибарска) задржале су једну колону 9. оклопне дивизије код Прешева. Ибарска дивизија, која је добила задатак да заустави непријатељски продор ка Скопљу је у ноћи 6/7. април, приликом преласка реке Пчиње, наишла на непријатељске тенковске јединице које су одмах ступиле у дејство и до 4.00 часа изјутра разбиле Ибарску и делове Моравске дивизије. Остаци ових дивизија повукли су се у правцу Скопља и Бујановца.
На фронту према Албанији југословенска 3. армија прешла је у офанзиву: Комски одред од Гусиња преко Проклетија, Косовска дивизија од Призрена према Дриму, а Вардарска дивизија је овладала мостобраном код Дебра, у правцу Голо брдо. Остале јединице 3. армије биле су још у прикупљању. Зетска дивизија је посела гранични фронт ка Скадру како би наредног дана отпочела са офанзивним дејствима, а Херцеговачка дивизија се кретала из правца Даниловграда ка Подгорици.

### Србија

#### На фронту 5. армије
У ноћи 6/7. април, Дринска дивизија одбила је немачки покушај продора у зони Врапча и Рујна. Исте вечери, у Доњи Милановац је упловио немачки моторни чамац са кога су се искрцале немачке јединице. Десни бок 5. армије угрожен је муњевитим продором немачких моторизованих јединица из правца Куманова ка Прешеву. Овај немачки продор је око 5.00 часова изјутра, у Прешеву, у рејону железничке станице, привремено заустављен снажним отпором делова 46. допунског пука. Делови 2. коњичке дивизије, који су мобилисани у Нишу (штаб 2. коњичке дивизије са 1. коњичким пуком, 2. велосипедским батаљоном, 2. дивизионом коњичке артиљерије и 2. противоклопним дивизионом), стављени су под команду 5. армије и наређено им је да се хитно упуте према Врању, како би успоставили фронт на сектору Врање-Ниш, који није био брањен. Церској дивизији је наређено да железницом хитно упути у Врање 6. пешадијски пук са једним артиљеријским дивизионом. Све приспеле јединице 2. коњичке дивизије и Церске дивизије стављене су под команду команданта коњичке дивизије.

### Словенија и Хрватска

#### На фронту 7. армије
На Драви су мање снаге немачког 46. моторизованог корпуса прешле на десну обалу и образовале мостобране према Чаковецу, Копривници и Вировитици. Југословенске јединице (Дравска дивизија) повукле су се према Марибору и Птују. Јединице 7. армије порушиле су и оштетиле више мостова: оштећени су и срушени мостови код Летења и Закања, оштећен је железнички мост код Копривнице, а мост код Мурског Средишћа је срушен. Једини мост који су немачке јединице заузеле неоштећен, био је мост код Барча.

### Далмација

#### На фронту Приморске армијске области
На фронту Приморске армијске области побуниле су се неке јединице: отпочело је растројство услед чега Динарска дивизија није могла да крене за Сарајево. Јадранска дивизија је неколико дана тукла артиљеријом италијанске положаје у блокираном Задру, али га није напала јер је извукла знатне снаге за запречавање путева из правца Лике.

## Авијација
Немачка авијација наставила је дејство за подршку трупа, док је југословенска авијација са крајњим пожртвовањем узела учешћа у борбама на криворечком правцу, а при бомбардовању железничких станица Печуј и Сегедин претрпела је тешке губитке.
Немци су 7. априла продужили са ваздушнима нападима на Београд, железничке комуникације и неке аеродроме. На земљи су том приликом уништена још 34 југословенска авиона, док је 6. ловачки пук који је бранио Београд изгубио 13 авиона. 1. и 3. бомбардерски пук напали су немачке оклопне и моторизоване колоне на правцу Крива Паланка-Куманово-Скопље. 8. бомбардерски пук из Бањалуке, опремљен британским бомбардерима Бристол Бленим, напао је циљеве у Мађарској, односно немачке војне аеродроме код Печуја и код Сегедина, изгубивши при том 8 бомбардера, оба команданта група и два командира ескадриле (није их пратио ниједан ловац!). Током овог напада, посаде југословенских бомбардера су одбрамбеном ватром обориле два немачка ловца, а један је уништен на земљи. 7. бомбардерски пук и 81. ваздухопловна група напали су циљеве у северној Албанији. 11. група за даљно извиђање, опремљена бомбардерима Бристол Бленим је приликом бомбардовања железничке станице у Темишвару, претрпела велике губитке. Самостална ваздухопловна група Приморске армије бомбардовала је Скадар и албанску обалу.

### Ловачка авијација
Током 7. априла, пилоти 6. ловачког пука сукобили су се са непријатељским авионима око 10.30, 15.00 и 17.00 часова. У 17.00 часова немачки бомбардерима Ју-87 Штука, који су бомбардовали вијадукт у близини Инђије, супротставило се 11 југословенских ловаца који су полетели са аеродрома Крушедол. Југословенски ловци су успешно разбили немачку бомбардерску формацију која је била без ловачке пратње и осујетили су непријатељски покушај да сруше вијадукт. У борби која је уследила са закаснелом немачком ловачком пратњом оборено је 7 југословенских ловаца док су немачки губици износили 2 оборена ловачка авиона. Пилоти 6. ловачког пука на дан 7. априла оборили су укупно 8 немачких авиона уз губитке који су износили 7 оборених авиона из 32. ваздухопловне групе и 3 оштећена авиона из 51. ваздухопловне групе.

## Губици
Немачке трупе су за два дана борбе имале само 39 мртвих и 56 рањених.
Југословенска авијација је у прва два дана претрпела такве губитке да о њеном даљем оперативном или стратегијском дејству више није могло бити речи. Каснији напади мањих делова на железничке комуникације у Аустрији и војне циљеве у Задру имали су више симболичну него борбену вредност.

## Југословенска влада
Југословенска врховна команда због покиданих веза није могла да прати ток операција, нити је имала резерве да на њих утиче. Југословенска влада одржала је седницу у Севојну код Ужица. Седници, којом је председавао први потпредседник др. Влатко Мачек, присуствовали су сви министри осим председника владе и министра без портфеља Франца Куловца који је погинуо 6. априла у бомбардовању Београда. Тог дана влада је наредила општу мобилизацију и објавила рат Немачкој и Италији, али није било могућности да се то саопшти војним и грађанским властима.